# Fehmarnbelt (fyrskepp)

Fehmarnbelt är ett tyskt tidigare fyrskepp som byggdes 1906–1908 som tremastad skonare på Thyen-Werft i Brake i Tyskland.
Fyrskeppet låg på positionen Auseneider utanför floden Eider mellan 1908 och 1956 varefter hon var reservfartyg i Östersjön med namnet Reserve Holtenau. År 1931 installerades  en dieselmotor från Klöckner-Humboldt-Deutz med 300 hästkrafter. År 1954 försågs fyrskeppet med en radiofyr som sände ut bokstaverna FE i morsekod och 1956 demonterades masterna och ersattes med ett fyrtorn. Från 1965 till 1984 tjänstgjorde hon i Fehmarn Bält under sitt nuvarande namn.
Fyrapparaten, som installerades 1963, är tillverkad av Wilhelm Weule i Goslar och visar blixtljus. Ljuskällan är en 1000 watts likströmslampa och de fyra linserna roterar. Lyshöjden är 12 meter, lysvidden 22 sjömil och ljusstyrkan 300 000 candela. Fyren är placerad mittskepps på en mast med fyra ben.
Besättningen på 14, senare 11 man  arbetade i 14-dagarsskift.
Fyrskeppet ägs och drivs sedan 1984 av den idella föreningen Feuerschiff für Lübeck e. V.. Det är i originalskick och kan besökas i museihamnen i Lübeck. På sommaren går hon till sjöss för att kontrollera utrustningen. Den 17 maj 2008 fick hon postexpedition med egen poststämpel.